# نینا گوپووا
نینا گوپووا (روسی: Нина Юрьевна Гопова-Трофимова؛ زادهٔ ۴ مهٔ ۱۹۵۳) قایقران کانو اهل اتحاد جماهیر شوروی سوسیالیستی بود.